# Herbert Süß
Herbert Süß (* 3. Oktober 1939) ist ein deutscher Bankmanager. Von 2005 bis 2007 war er Vorstandsvorsitzender der Sachsen LB.

## Biografie
Süß begann seine berufliche Ausbildung 1955 in einer Filiale der Dresdner Bank in Mannheim. 1962 wechselte er als Niederlassungsleiter zur Bank für Gemeinwirtschaft (BfG) nach Sindelfingen, wo er zum Direktor aufstieg. Ab Mitte der 1970er Jahre verbrachte er zehn Jahre in Asien. Im Auftrag der Bundesregierung begleitete er von 1976 bis 1978 in der malaysischen Hauptstadt Kuala Lumpur den Aufbau der Bank Buruh Malaysia. Im Anschluss übernahm er als Direktor die Niederlassung der BfG in Hongkong und wurde Managing Director der BfG Finance Asia Ltd.
1986 kehrte er nach Deutschland zurück und wurde Niederlassungsleiter der BfG in Bonn. 1991 wechselte er als Vorstandsvorsitzender zur Stadtsparkasse Dresden, die 2004 in der Ostsächsischen Sparkasse Dresden aufging.
Parallel dazu war Süß seit 2000 Vorstandsmitglied des Sachsen-Finanzverbandes und seit ihrer Gründung im August 2003 stellvertretender Vorstandsvorsitzender der Sachsen-Finanzgruppe. Am 1. Juli 2005 wurde er zum Vorstandsvorsitzenden der Sachsen LB in Leipzig bestellt. Unter seiner Führung geriet die Bank im Sommer 2007 in eine Liquiditätskrise, die im Verkauf an die Landesbank Baden-Württemberg mündete. Als Konsequenz daraus erklärte Süß Ende August 2007 seinen Rücktritt von der Spitze des Unternehmens zum 15. September 2007.
Süß war Mitglied in folgenden weiteren Gremien: Verwaltungsrat der DekaBank Deutsche Girozentrale bis 15. September 2007, Aufsichtsrat der Sparkassen-Versicherung Sachsen und Aufsichtsrat der Konsum Dresden eG.

## Auszeichnungen
- 2007: Bundesverdienstkreuz I. Klasse

| Personendaten    | Personendaten         |
| ---------------- | --------------------- |
| NAME             | Süß, Herbert          |
| KURZBESCHREIBUNG | deutscher Bankmanager |
| GEBURTSDATUM     | 3. Oktober 1939       |